# 百合湖 (伊利諾伊州)
百合湖（英語：Lily Lake）是位於美國伊利諾伊州凱恩縣的一個村落。

## 地理
百合湖的座標為41°56′33″N 88°28′15″W / 41.94250°N 88.47083°W，而該地最高點為海拔高度241米（即791英尺）。

## 人口
根據2010年美國人口普查的數據，百合湖的面積為7.11平方千米，當中陸地面積為7.11平方千米，而水域面積為0.00平方千米。當地共有人口993人，而人口密度為每平方千米139人。